# Antoni Dominik Kotecki
Antoni Dominik Kotecki (ur. 1741, zm. po 1807) – prezydent miasta Poznania, piwowar, prawnik.
Był reprezentantem Poznania na Sejmie Czteroletnim (1788-1789). Już wtedy był prezydentem tego miasta. Na sejmie towarzyszyli mu wójt Dionizy Szperna i sekretarz miejski Piotr Sobolewski.
Na prezydenta Poznania wybierany we wrześniu 1789 i 1793 roku. Później (do 1807 roku) znów piastował funkcję prezydenta Poznania.